# Кейроль, Жан
Жан-Рафаэль-Мари-Ноэль Кейроль (фр. Jean-Raphaël-Marie-Noël Cayrol; 6 июня 1911, Бордо — 10 февраля 2005, там же) — французский писатель, поэт и эссеист.

## Биография и творчество
Жан Кейроль родился в 1911 году в Бордо, в семье врача. Изучал право, но затем решил посвятить себя литературе. Писать и печататься начал рано; в возрасте 16 лет основал литературный журнал «Abeilles et Pensées». В 1936 году вышел его поэтический сборник «Le Hollandais volant», в 1939 — «Les Phénomènes célestes».
В 1941 году, после начала Второй мировой войны, Кейроль примкнул к движению Сопротивления. В 1942 году он был арестован, а в 1943 году — депортирован в Маутхаузен. Во Францию он вернулся лишь в 1945 году, с сильно пошатнувшимся здоровьем. Впоследствии опыт пребывания в концентрационном лагере станет определяющим для его творчества. В частности, этой теме посвящён самый известный стихотворный сборник Кейроля, «Поэмы ночи и тумана» (Poèmes de la nuit et du brouillard, 1946).
После войны Кейроль начал работать в престижном издательстве «Сёй». Он также продолжал писать — прозу, эссе, киносценарии — и с 1954 по 1987 год публиковал примерно по роману в год. Широко известна его трилогия «Я буду жить любовью других» (Je vivrai l’amour des autres, 1947—1950), в 1947 году отмеченная премией Ренодо. Большой общественный резонанс имел фильм «Ночь и туман» Алена Рене (1955), сценарий которого написал Жан Кейроль.
На позднем этапе своего творчества Кейроль вновь вернулся от прозы к поэзии. В 1968 году он стал лауреатом Большой литературной премии князя Монако за совокупность произведений. С 1973 по 1995 год был членом Гонкуровской академии. Работая литературном советником в «Сёй», Кейроль открыл и поддержал многих впоследствии известных писателей, таких как Филипп Соллерс, Ролан Барт, Катеб Ясин, Эрик Орсенна, Дени Рош, Пьер Гийота и др.. Несмотря на свою влиятельность в литературном мире, Кейроль предпочитал держаться в стороне от славы. После выхода на пенсию он вернулся в родной Бордо, где умер в 2005 году.